# Parti de l'indépendance estonienne
Le Parti de l'indépendance estonienne (en estonien : Eesti Iseseisvuspartei, EIP) est un ancien parti politique estonien. Il a été fondé en 1999 à partir du Parti pour l'avenir de l'Estonie (en estonien : Tuleviku Eesti Erakond), lui-même fondé en 1994 et dirigé par Vello Leito.
En 2022, il a été rapporté que l'EIP envisageait de se dissoudre et, peu après, en octobre 2022, la plupart des hommes politiques appartenant à la direction du parti ont rejoint le Parti populaire conservateur d'Estonie,. Le parti a été officiellement radié du registre des entreprises le 30 octobre.

## Idéologie
Parti d'extrême droite de tendance nationaliste et eurosceptique, le Parti de l'indépendance estonienne est hostile à l'Union européenne ainsi qu'au Fonds monétaire international. Il considère par ailleurs que la région de Setomaa fait partie de l'Estonie et non de la Russie.

## Résultats électoraux
| Année | Voix               | %                  | Rang               | Sièges             |
| ----- | ------------------ | ------------------ | ------------------ | ------------------ |
| 2003  | 2 705              | 0,5                | 9e                 | 0 / 101            |
| 2007  | 1 273              | 0,2                | 9e                 | 0 / 101            |
| 2011  | 2 571              | 0,4                | 9e                 | 0 / 101            |
| 2015  | 1 047              | 0,2                | 9e                 | 0 / 101            |
| 2019  | Ne se présente pas | Ne se présente pas | Ne se présente pas | Ne se présente pas |